# 新ジェットコースターの道
新ジェットコースターの道（しんじぇっとこーすたーのみち）は、北海道旭川市の西神楽地区にある直線道路である。
展望スポットである就実の丘に隣接する。

## 概要
もともと近隣の上富良野町にある「ジェットコースターの路」のアップダウン道路に似ていることから、「新ジェットコースターの道」と呼ばれるようになった。
ジェットコースターのようなアップダウン道路として、就実の丘と共に国内外の観光客が訪れている。

## アクセス
冬季は道路の除雪をしていないため訪問は困難。
旭川空港側からのアクセスが便利。
- 旭川市中心部から車で約30分。

## その他
- 農地への立入は厳禁。
- 旭川空港方面からのアクセスが一般的。美瑛町・東川町方面へも通り抜け可能であるが、案内等が無く注意が必要である。